# Pod lesem
Pod lesem je přírodní památka na severním okraji města Jílové v okrese Děčín. Oblast spravuje AOPK ČR Správa CHKO Labské pískovce. Lokalita byla do roku 2013 vedena jako přírodní rezervace, nicméně v tomto roce došlo k přehlášení lokality na přírodní památku a ke zvětšení ochraňovaného území z 1,2713 ha na 20,7757 ha.

## Předmět ochrany
Důvodem ochrany je fragment zachovalých květnatých luk. Z významných a vzácných druhů zde rostou např.: prstnatec májový (Dactylorhiza majalis), čertkus luční (Succisa pratensis), tužebník obecný (Filipendula vulgaris), ostřice prosová (Carex panicea).